# Henckelia heterostigma
Henckelia heterostigma là một loài thực vật có hoa trong họ Tai voi (Gesneriaceae). Loài này có ở Myanmar và được B.L. Burtt mô tả khoa học đầu tiên năm 1965 dưới danh pháp Chirita heterostigma. Năm 2011, D.J.Middleton & Mich.Möller chuyển nó sang chi Henckelia.